# Asota assimilis
Asota assimilis là một loài bướm đêm trong họ Erebidae.